# Скуби-Ду на острву зомбија
Скуби-Ду на острву зомбија је америчка хорор анимирана комеди-мистерија из 1998. заснована на Скуби-Ду франшизи.
У филму се Шеги, Скуби, Фред, Велма и Дафни поново удружују након једногодишње паузе да би истражили острво у заливу за које се тврди да га прогања дух пирата Моргана Месецожиљка. Филм је режирао Џим Стенструм, по сценарију Глена Леополда.
Популарност Скуби-Дуа је порасла 1990-тих због реприза емитованих на Cartoon Network-у . Матична компанија канала, WarnerMedia, предложила је да се развије нови филм директно на видео (DTV).
Острво зомбија има мрачнији тон од већине Скуби-Ду продукција, и познато је по томе што садржи права натприродна створења, а не људи у костимима. Филм је објављен 22. септембра 1998. и добио је позитивне критике критичара, који су похвалили анимацију и причу. Филм је такође значајан по томе што је прва Скуби-Ду продукција у којој је представљена цела екипа, (без Скрапи-Дуа) што је пре тога последњи пут било у епизоди приказаној 27. октобра 1984. године.
Филм је потпомогнут промотивном кампањом од 50 милиона долара и спонзорским уговорима са више компанија. Филм је забележио високу продају на VHS-у. Филм је први пут приказан на телевизији 31. октобра 1998. на Cartoon Network-у.

## Прича
Након годину дана неактивности у истраживању мистерија, из разлога што су сви негативци и мистерије биле сплетке и дело људи, Mystery, Inc се поново окупља како би отишла у Њу Орлеанс, да би истражили острво у заливу за које се везује легенде о духовима пирата и хорди зомбија.

## Глумачка подела
Кејси Касем је првобитно требало да понови своју улогу Шегија, али Касем је као вегетаријанац одбио да да глас Шегија у реклами за Бургер Кинг из 1995. и наставио је да захтева да Шеги такође одустане од једења меса у будућим продукцијама. Креативни тим је то одбацио, јер је јести било шта обележје лика. Поред тога, продукција на острву Зомби је већ почела, а филм је садржао сцену са Шегијем како једе ракове. Глас Шегија је позајмио Били Вест.
Френк Велкер је једини глумац из оригиналне глумачке поставе који је поновио своју улогу, као Фред Џонс.
Филм је посвећен Дону Месику, глумцу који је изворно позајмљивао глс лику Скуби-Ду а који је умро у октобру 1997.
На Rotten Tomatoes-у филм има оцену од 88% на основу осам рецензија, са просечном оценом 7,1/10.

## Наставак
Наставак, Scooby-Doo! and the Witch's Ghost, објављен је 1999. године, док је две деценије након објављивања филма, Warner Bros. Animation развио самостални наставак / ребут Return to Zombie Island, објављен 2019. године.